# Goumiers

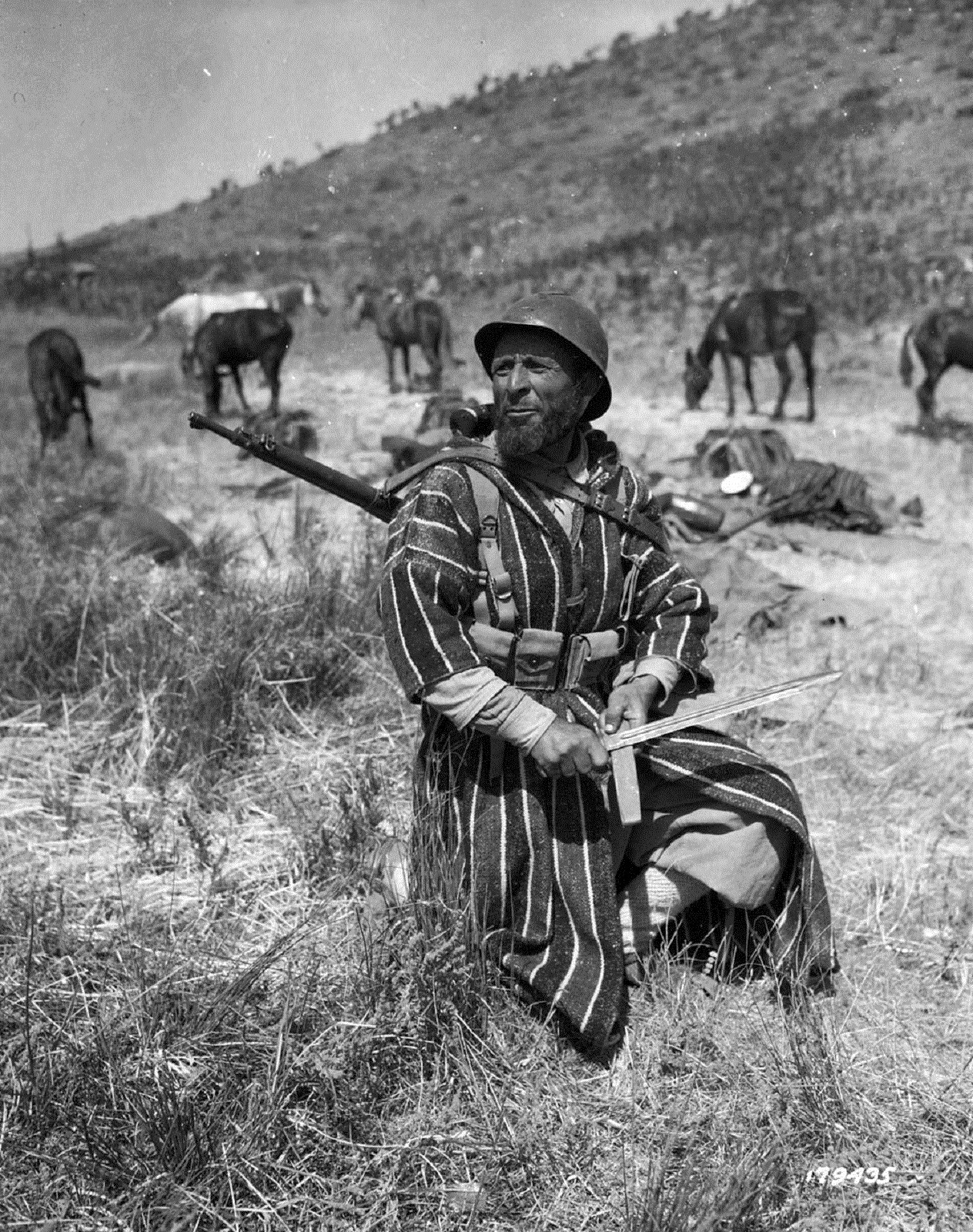
Marokański „goumier” ostrzący bagnet

Goumierzy − żołnierze oddziałów pomocniczych francuskiej Armée d'Afrique w okresie od 1908 do 1956 roku.  Terminem tym określano też w czasach kolonialnych tubylczych żołnierzy oddziałów francuskich z Francuskiego Sudanu i Górnej Wolty. Goumierzy, szczególnie marokańscy, odznaczyli się jako wyjątkowo odważni bojownicy, ale również jako rabusie i gwałciciele ludności cywilnej. Wśród wojsk alianckich to goumierzy dopuścili się najcięższych przestępstw na ludności cywilnej Włoch i Niemiec.

## Pochodzenie
Termin ten wywodzi się z magrebijskiego słowa kum (قوم), czyli „ludzie”. Z biegiem czasu przekształciło się w gumi (w języku francuskim „goumier”) i było używane dla określenia ochotników z różnych regionów Maghrebu służących w kolonialnych wojskach francuskich. 
We francuskiej terminologii wojskowej słowem goum określano oddział (odpowiednik kompanii) złożony z około 200 ludzi. Trzy lub cztery goums składały się na tabor − odpowiednik batalionu. Każda goum stanowiła mieszaninę członków różnych berberyjskich plemion zamieszkujących w większości Góry Atlasu w Maroku.
Na początku XX wieku goumierzy stanowili nieregularne oddziały pomocnicze francuskiej armii działające w południowej Algierii. Oddziały te walczyły pod rozkazami własnych wodzów plemiennych i były całkowicie niezależne od regimentów kawalerii (Spahi) czy piechoty (Tirailleur) francuskiej Armée d'Afrique.

## Maroko 1908–1934
Algierscy goumierzy zostali powołani pod broń w pierwszej fazie francuskiej interwencji w Maroku, która rozpoczęła się w 1908 roku. Po wygaśnięciu kontraktów wrócili do ojczyzny, ale korzyści płynące z posiadania tubylczych oddziałów pomocniczych były 
tak znaczne, że postanowiono powołać w ich miejsce ochotników z Maroka. Marokańscy goumierzy byli dowodzeni przez francuskich oficerów i początkowo przez podoficerów z Algierii, głównie z formacji spahisów i tyralierów. Jednocześnie szkolono marokańskich sous-officers.
Generał Albert D'Amade wykorzystywał te nowo-zaciągnięte oddziały do patrolowania podbitych właśnie terytoriów. Goumierów wykorzystywano także jako zwiadowców, a od roku 1911 ich oddziały weszły w skład regularnych sił. Nominalnie podlegali sułtanowi Maroka, ale w rzeczywistości stanowili część francuskich sił zbrojnych operujących w koloniach, głównie w Maroku w czasie „pacyfikacji” tego kraju.
Początkowo marokańscy goumierzy zakładali na swe tradycyjne plemienne stroje francuskie wojskowe błękitne płaszcze, ale gdy uzyskali status wojsk regularnych zrzucili je występując − aż do końca służby w armii francuskiej − w wyróżniających ich na tle innych jednostek galabijach w brunatno-szare pasy. Tworzyli jednostki piechoty i kawalerii. Ich ulubioną bronią były szable, bagnety i długie noże.

## I wojna światowa
Goumierzy nie brali udziału w zmaganiach I wojny światowej pozostając na służbie w Maroku. Ich obecność pozwoliła generałowi Hubertowi Lyautey wycofać z Maroka znaczną część francuskich wojsk kolonialnych i wysłać je na front zachodni. Pozostając poza regularnymi oddziałami Armée d'Afrique, goumierzy odznaczyli się tłumiąc lokalne powstania i przekształcając w rodzaj żandarmerii, utrzymującej w ryzach lokalne plemiona górskie.

## II wojna światowa
Cztery zgrupowania (nieformalne odpowiedniki oddziałów wielkości regimentów) goumierów, liczące razem około 12 000 ludzi, służyły u boku sił alianckich podczas II wojny światowej. Ich specjalnością były nocne działania rajdowe przeciw siłom nieprzyjaciela w latach 1942–1945. Goumierów używano do walk w terenach górskich, co pozwalało wykorzystywać regularne oddziały piechoty alianckiej na innych, nie tak trudnych kierunkach natarcia.

### Afryka Północna 1940–1943
W maju 1940 roku z dwunastu goums utworzono 1 Posiłkowe Zgrupowanie Marokańskie (fr: 1er Groupe de Supplétifs Marocains – 1 GSM), które zostało użyte do walki z oddziałami włoskimi w Libii. Po zawarciu rozejmu w Compiègne, goums wróciły do Maroka. By uniknąć niemieckich prób ograniczenia liczebności wojsk w Afryce Północnej podano, że goumierzy pełnią służbę policyjną utrzymując porządek w koloniach i strzegąc ich granic.
1 GSM walczyło na froncie tunezyjskim od grudnia 1942 roku, a w styczniu 1943 dołączyło do niego 2 GSM.
Dowódca 15 Grupy Armii, brytyjski generał Harold Alexander, uważał marokańskich goumierów za „wspaniałych wojowników” i użył ich do zdobycia Bizerty i Tunisu: By wesprzeć (naszych żołnierzy) dałem im marokańskich goumierów, którzy byli doświadczonymi góralami i wspaniałymi wojownikami.
Po zakończeniu kampanii tunezyjskiej Francuzi utworzyli dwa dodatkowe zgrupowania i przemianowali je na Groupement de Tabors Marocains (GTM). Każde zgrupowanie składało się z kompanii dowodzenia i trzech taborów (trzykompanijnych batalionów). Tabor miał na uzbrojeniu cztery moździerze 81 mm i 891 ludzi na stanie. Każdy goum to 210 ludzi, jeden 60-mm moździerz, dwa lekkie karabiny maszynowe i siedem karabinów automatycznych.
Wydzielony 14 tabor nie brał udziału w walkach w Europie, lecz pozostawał w Maroku utrzymując w szachu gotowe do wybuchu różne grupy plemienne.

### Front włoski 1943–1945
4 tabor uczestniczył w kampanii sycylijskiej, lądując 14 lipca 1943 roku pod Licatą jako część składowa amerykańskiej 7 Armii. Goumierzy 4 taboru zostali przydzieleni 27 lipca do 1 DP na stanie batalionu 26 Pułku Piechoty, którego dowództwo wypowiadało się z uznaniem o ich odwadze. Wszędzie, gdzie się pojawiali, zwyciężali, żołnierze włoscy poddawali się masowo, zaś Niemcy wycofywali w popłochu.
Kampania włoska była najsławniejszą i najbardziej kontrowersyjną kampanią w dziejach goumierów. 4 Zgrupowanie marokańskich taborów wysłano do Włoch w listopadzie 1943 roku, w styczniu 1944 roku jej śladem ruszyło 3 Zgrupowanie, a w kwietniu 1.
We Włoszech alianci utknęli przed umocnieniami niemieckiej linii Gustawa. W maju 1944 roku trzy zgrupowania goumierów, pod nazwą Corps de Montagne, prowadziły natarcie − jako awangarda Francuskiego Korpusu Ekspedycyjnego − w paśmie Gór Auruncyjskich, przyczyniając się w decydującym stopniu do zwycięstwa w bitwie o Monte Cassino. Zdaniem większości historyków wojskowości goumierom należy zawdzięczać otwarcie drogi do Rzymu.
Podczas kampanii włoskiej straty goumierów wyniosły 3000 ludzi, z czego 600 poległo w boju.

### Doniesienia o gwałtach
Militarnym sukcesom goumierów we Włoszech towarzyszyły doniesienia o dokonanych przez nich zbrodniach wojennych: „...znaczną liczba Marokańczyków rozstrzelano − często bez sądu − za mordy, gwałty i rabunki popełniane przez nich w Italii. Władze francuskie próbowały znaleźć rozwiązanie wysyłając pewną liczbę berberyjskich kobiet jako markietanki towarzyszące goumierom na tyłach”. Według włoskich źródeł ponad 7000 osób zostało zgwałconych przez goumierów. Gwałty te, we Włoszech określane mianem marocchinate, popełniano wobec kobiet, ale także dzieci i mężczyzn, zwłaszcza księży. Burmistrz miasteczka Esperia (Prowincja Frosinone) informował, że 700 kobiet z liczącej 2500 osób społeczności zostało zgwałconych, a niektóre z nich tego nie przeżyły. Przypuszcza się, że również w północnym Lacjum i południowej Toskanii goumierzy gwałcili i czasem zabijali kobiety i młodych mężczyzn po wycofaniu się Niemców. 
Wbrew doniesieniom o „znacznej liczbie Marokańczyków” sąd polowy Francuskiego Korpusu Ekspedycyjnego kazał rozstrzelać jedynie 15 goumierów, a 54 innych skazał na ciężkie więzienie za dowiedzione akty gwałtu; nie wiadomo natomiast ilu rozstrzelano bez sądu.